# CBE SA
Commercial Bank of Ethiopia Sports Association w skrócie CBE SA – etiopski klub piłkarski grający w drugiej, a niegdyś w pierwszej lidze etiopskiej, mający siedzibę w mieście Addis Abeba.

## Występy w afrykańskich pucharach
| Sezon | Rozgrywki           | Runda   | Kraj  | Klub               | Dom | Wyjazd | Dwumecz |
| ----- | ------------------- | ------- | ----- | ------------------ | --- | ------ | ------- |
| 2005  | Puchar Konfederacji | wstępna | Kenia | Chemelil Sugar FC  | –   | –      | –       |
| 2005  | Puchar Konfederacji | 1       | Egipt | El Mokawloon SC    | 0–0 | 1–3    | 1–3     |
| 2010  | Puchar Konfederacji | wstępna | Kenia | AFC Leopards       | 3–0 | 1–3    | 4–3     |
| 2010  | Puchar Konfederacji | 1       | Egipt | Haras El-Hodood SC | 1–1 | 0–5    | 1–6     |

## Stadion
Domowe mecze klub rozgrywa na stadionie o nazwie Addis Abeba Stadium w Addis Abebie, który może pomieścić 35000 widzów.

## Reprezentanci kraju grający w klubie od 2010 roku
Stan na kwiecień 2023.
| - Yared Abege - Dereje Alemu - Ephrem Ashamo - Binyam Assefa - Aklilu Ayenew - Benyam Belay - Birhanu Bogale - Chala Dereba - Tesfaye Dibaba | - Teshome Getu - Addis Hintsa - Teshome Hosh - Thok James - Elias Mamo - Mehari Mena - Samson Mulugeta - Abebe Wasihun |